# Miljana Trivunić
Miljana Trivunić est une joueuse serbe de volley-ball née le 25 avril 1986 à Visoko (Bosnie-Herzégovine). Elle mesure 1,84 m et joue au poste de réceptionneuse-attaquante.

## Clubs
| Club                  | De        | À         |
| --------------------- | --------- | --------- |
| Jedinstvo Brcko       | 1998-1999 | 2000-2001 |
| Jedinstvo Užice       | 2001-2002 | 2007-2008 |
| Hainaut Volley        | 2008-2009 | 2008-2009 |
| OK Tuzla              | 2009-2010 | 2009-2010 |
| Jedinstvo Užice       | 2010-2011 | 2012-2013 |
| AON Panaksiakos Naxos | 2013-2014 | …         |

## Palmarès
- Championnat de Serbie-et-Monténégro
  - Vainqueur : 2005
- Coupe de Serbie-et-Monténégro
  - Vainqueur : 2003.